# Oestron
El oestron o lengua común es una lengua artificial ficticia construida por J. R. R. Tolkien. Es la lengua más extendida de la Tierra Media durante la Tercera Edad. Como es la lengua de la mayoría de los personajes de El Señor de los Anillos y de El hobbit, Tolkien usó el inglés para representarlo en la narración y se sabe muy poco de su gramática y fonología, aunque se asume que se asemeja mucho al adunaico, su lengua de origen.

## Denominaciones
La palabra «oestron» es una adaptación de la forma en inglés Westron, a su vez, un intento de representar la verdadera forma adûni (‘occidental’). Lengua común (common speech en el original) se usa para representar el nombre sôval phârë y alude al amplio uso que tenía entre la mayor parte de los pueblos de la Tierra Media. 

## Representación
Dentro de la historia, tanto El hobbit, escrito por Bilbo Bolsón, como El Señor de los Anillos, obra de Frodo Bolsón, estaban escritos en oestron. Por eso, la totalidad de la historia y casi todos los nombres están representados por el inglés. Sólo en los Apéndices aparecen algunos de los nombres «verdaderos» de personas y lugares.
Cuando Tolkien hace hablar a los hobbits busca mostrar las diferencias de su dialecto, que era considerado por otros pueblos gracioso o rústico. Para lograrlo usó un inglés semejante al de los cockney, habitantes de ciertos barrios de Londres. Algo semejante hizo con orcos y trolls, que usan un inglés muy deformado. Sin embargo, el autor aseguró que las verdaderas diferencias de sus hablas con la lengua estándar eran aun mayores de lo que él había representado.

## Historia
Desciende del adunaico llevado a las costas occidentales de la Tierra Media por los númenoreanos en sus viajes de exploración y comercio durante la Segunda Edad. El adunaico se mezcló con las lenguas habladas por diferentes pueblos de hombres, que estaban remotamente emparentadas con él. Con la caída de Númenor, arribó a la Tierra Media un nuevo contingente de númenoreanos, comandados por Elendil, que hablaba adunaico, pero que no había dejado de lado el quenya (élfico) a pesar de las prohibiciones de Sauron. Elendil y sus seguidores fundaron los reinos de Arnor y Gondor y su idioma recibió la influencia de la lengua mezclada de quienes los habían precedido. Con la expansión de los reinos númenoreanos, su lengua pasó a ser la lengua común en casi todo Eriador y Gondor, no así en Rhovanion ni Mordor. Los elfos y enanos no solían hablarla en su hogar, pero la conocían y la empleaban con extranjeros. Existían tribus de orcos monolingües en oestron y otras que también hablaban lengua negra, mientras que todos los hobbits habían perdido su idioma propio, el kuduk y usaban un dialecto local de oestron.

### Lenguas relacionadas
Las lenguas élficas habían influido en el idioma de los primeros hombres y posteriormente en la lengua de los edain llegados a Beleriand y el adunaico de Númenor, de modo que el oestron compartía muchas raíces con ellas.
El rohírrico, hablado por los habitantes de Rohan, era una lengua procedente del norte de Rhovanion que estaba emparentada con el adunaico y en los libros se representa mediante el inglés antiguo, aunque no se pretende que el rohírrico sea el ancestro del oestron, sino una lengua emparentada de rasgos más conservadores. Por ello, no existe relación entre este pueblo y los anglosajones históricos. Sin embargo, en la versión en español y en la mayor parte de las otras traducciones se mantuvieron las formas en inglés antiguo y así, no queda en evidencia su relación con la lengua común.
La lengua de Valle, en el norte de Rhovanion, también estaba lejanamente emparentada con el oestron y más de cerca con el rohírrico. En ella, representada mediante el nórdico antiguo, estaban los nombres de los enanos de la compañía de Thorin que aparecen en El hobbit.